# 根田祥一
根田 祥一（こんだ しょういち、1955年 - ）は、福音派の信徒説教者、神学校教師。クリスチャン新聞編集顧問、日本ホーリネス教団福音による和解委員会、人権対策室、各委員。日本ローザンヌ委員会委員。JTJ宣教神学校講師。百万人の福音元編集長を務める。
クリスチャントゥデイと山谷真の民事訴訟での2013年の判決文に対しては、「正統的キリスト教とは異なる異端性や、自分たちが否定してきた関係諸団体が張在亨によって設立された国際的な連携をもつ組織であると事実認定されている」とする見解を取っている。またクリスチャントゥデイの親和団体であるあいのひかり教団については、「宗教法人あいのひかり教団はクリスチャントゥデイの創設者である張在亨の傘下にある異端の組織です」としている。
2021年12月28日、クリスチャントゥデイは「匿名によって書かれたブログ『ダビデ牧師と共同体を考える会』における記事5つは、『根田祥一の思想や情報発信に多大な影響を受けて、事実に反する内容の記事の作成をした』と証言した人物によって発信された事実無根のものであり、根田祥一がSNSでそのクリスチャントゥデイを誹謗する事実無根の記事5つを拡散した」として、根田を被告とする110万円の損害賠償請求訴訟を東京地裁に提起した。
2024年4月22日、東京地裁において上記訴訟に判決。被告が拡散した5つの記事うち、3つを引用・拡散した点及び、3つのうち1つに自身が書き添えた投稿文言において「被告が原告（クリスチャントゥデイ）を『嘘も、詐欺的な手段も、踏み倒しも、信者の犠牲もいとわない精神構造である』と述べる点」が、「投稿の時点（２０１９年）における原告が、事業体として（そのような）姿勢、態度を持っていたと認めるに足る証拠はない。したがって真実であるとは認められない（判決文22~23頁）」とされるなど、これらが不法行為であると認定された。そして被告に対して、原告に50万円等の賠償金を支払うことが命じられた（判決文1頁主文）。

## 著書
- 『この国に思想・良心・信教の自由はあるのですか』共著　いのちのことば社
- 『ドキュメント異端』『異端からの回心』いのちのことば社
- 誰もが知りたいローザンヌ宣教シリーズ 関西ミッション・リサーチ・センター
  - 『名目上のクリスチャン』
  - 『続・名目上のクリスチャン』
- 『日本宣教と憲法』共著　日本福音同盟
- 『永遠のシャローム　説教集ホーリネスの礼拝で語られた「平和」』共著　日本ホーリネス教団
- 『和解を紡いだ12年　「戦争責任告白」からの歩み』資料集』共著　日本ホーリネス教団
- 『第5回日本伝道会議・プロジェクト4「地方伝道」報告書』共著　同委員会
- 『第10回シンポジウム「地方伝道を考えるー自立と連帯ー」報告集』共著　北関東神学研修センター
- 『SIGNS第6号　特集：クリスチャンメディアの果たすべき役割と社会的責任』共著　アンデレ宣教神学院
- 『エリヤのように―私は変わる　あなたも変わる　日本が変わる―発題とディスカッション』エリヤ会出版委員会編、イーグレープ、2009年
- 『日本ではなぜ、福音宣教が実を結ばなかったのか』共著　研究会Fグループ